# Стола (туніка)

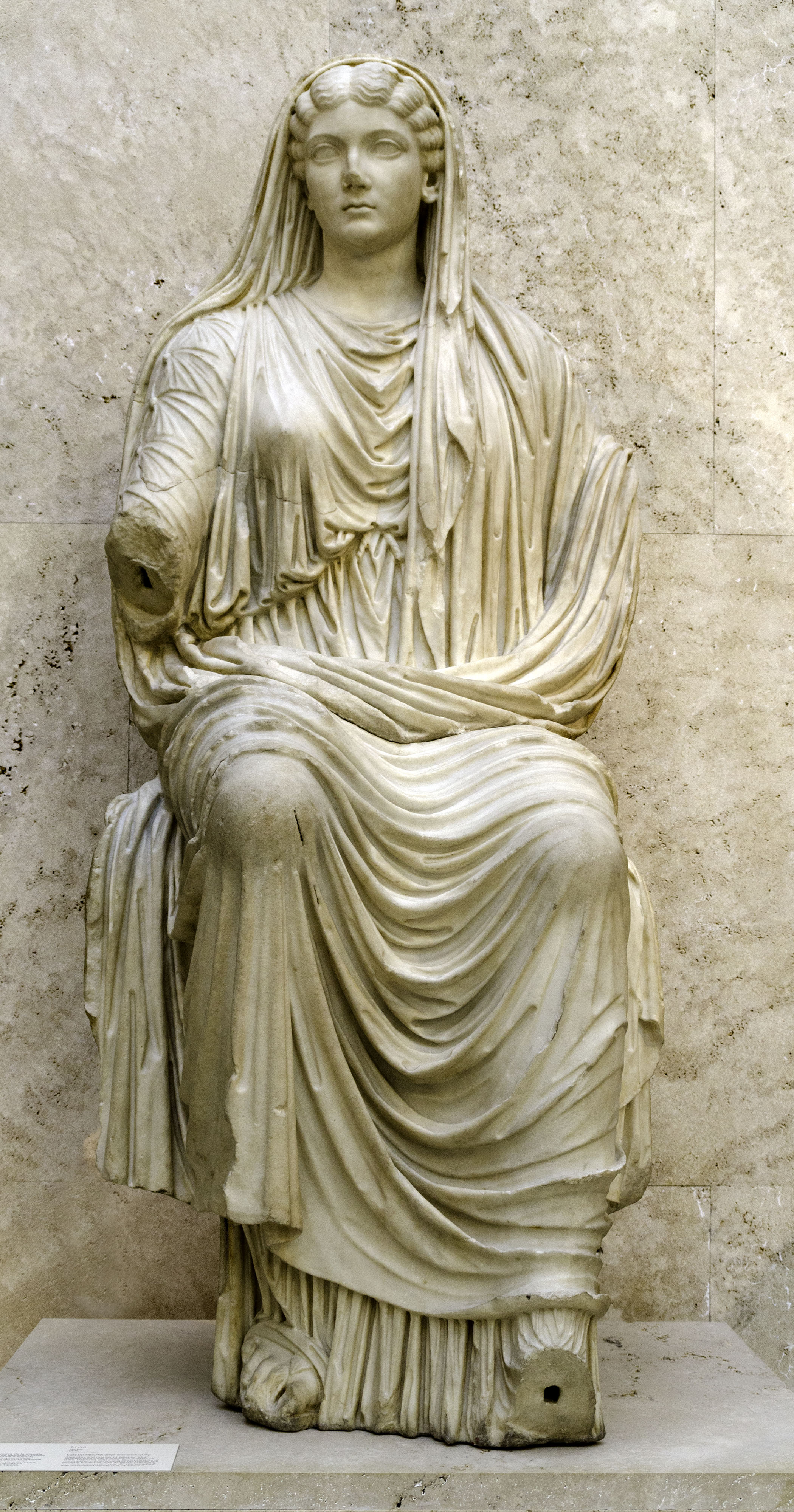
Статуя Лівії Друзілли у столі та паллі

Стола (лат. pl.stolae) — традиційний одяг римських жінок, відповідний тозі, яку носили чоловіки. Його також називали vestis longa в латинських літературних джерелах, акцентуючи на його довжині.

## Історія
Стола була основою моди в Стародавньому Римі починаючи з ранньої Римської республіки до початку 2 ст. н. е. Одяг вперше ідентифікували на статуях Маргарет Бібер. Перші свідчення про stola / vestis longa датуються 3-м століттям до н. е., але така форма одягу була поширена в середземноморському світі, тому він повинен бути значно старшим. У часи республіки це був просто елемент жіночого одягу. Під час правління Августа, коли її використання зменшилося, стола була підхоплена культурною політикою імперії та була перетворена на знак одягу одружених жінок. Можливо, це був навіть правовий привілей. До цього часу столу носили тільки жінки соціальної верхівки. На початку 2 століття нашої ери стола повністю вийшла з ужитку. Однак термін matrona stolata, що стосується дружин вищого рангу, залишався технічним терміном у написах.

## Соціальні умови
Тривалий час вважалося, що римські жінки спочатку не носили столи, а замість цього носили тоги, як і чоловіки. Але здебільшого тогу носили виключно чоловіки, а римські дружини (матрони) традиційно носили столу. У латинській літературі носіння жінками чоловічої тоги асоціювалося з проституцією та подружньою зрадою. У римському житті єдиними жінками, які носили тогу, були невільні повії (так звані meretrices або ancillae) на вулицях і в публічних будинках. Римська матрона, засуджена за подружню зраду (moecha damnata), фактично не повинна була носити тогу на людях. Її лише символічно називали тогатою (жінка в тозі), оскільки вона не була придатною бути матроною (як це символізує стола). Діти-громадяни жіночої та чоловічої статі могли носити тогу praetexta (тогу з фіолетовою окантовкою), але це використання слід тримати окремо від носіння тоги дорослими.

## Опис
Стола — це довгий плісирований халат без рукавів. Її носили як символ і демонстрацію свого сімейного стану жінки, її також носили римські жриці-весталки. Фізичних залишків столи немає. Стола матрони зазвичай слугувала проміжним одягом і носилася поверх нижньої туніки (subucula) і під плащ (pallium). Вона виглядала як «peplos» і мала поздовжні складки (rugae). Немає чітких літературних джерел щодо її горловини, але є археологічні докази, які свідчать про те, що в часи Августа одяг без рукавів. Його часто застібали на плечах невеликими застібками, званими фібулами. Стола також мала видиме нижнє обрамлення, яке називається instita. Тканини, з яких виготовлялися столи, імовірно, були льоном або вовною, але заможна жінка також могла використовувати шовк.

## Різновиди
Стола матрони не мала сталого кольору. Стола весталок була, імовірно, білою. Обрамлення (instita), ймовірно, зазвичай було пурпурного кольору (подібно до пурпурової кайми на дорогій тозі).